# Варшавска русалка
Варшавската русалка или Варшавска сирена (на полски: Warszawska Syrenka) е символът на Варшава, който присъства в герба на града. Най-старото изображение датира от 1390 г.

## Гербът на Варшава
В герба на Стария град варшавската русалката е изобразена с птичи крака и с тяло на дракон. През следващия век, през 1459 г., в изображението на Варшавската сирена добавят рибя опашка. Горната половина е женско тяло.
Варшавската русалка представлява жена с опашка на риба. В лявата си ръка държи кръгъл щит, а в дясната – прав меч. На герба на града от 1938 г. тя е изобразена на червен фон.

## Паметници
Във Варшава има 3 паметника на варшавски русалки. По-старата от тях е дело на скулптора Константи Хегел. Тя е разположена на Стария градски площад в Стария град. През 1928 – 2000 г. скулптурата много често е местена от място на място и често е рушена от вандали.
През 2000 г. връщат скулптурата на площада. През 2008 г. отново я отливат в бронз, а оригиналната стои в Градския музей на Варшава.
През 1939 г. скулпторката Людвика Ничова създава нова статуя. В качеството на модел е Кристина Крахелска, която загива по-късно във Варшавското въстание през 1944 г.
Първоначално искали скулптурата да бъде поставена на средната колона на река Висла, но в крайна сметка я поставят срещу реката на улица „Тамка“.
- Варшавска русалка (1659)
- Варшавската русалка на 
пл. „Пазар на Стария град“ (1855)
52°14′59.24″ с. ш. 21°00′43.81″ и. д. / 52.249789° с. ш. 21.012169° и. д.
- Варшавската русалка на Висла (1939)
52°14′24.93″ с. ш. 21°01′55.44″ и. д. / 52.240258° с. ш. 21.032067° и. д.